# Salamis (1914)
Salamis byl dreadnought rozestavěný v Německu pro řecké námořnictvo v období před vypuknutím první světové války. Kvůli vypuknutí války byla jeho stavba zrušena.

## Stavba
Stavba nové řecké bitevní lodě byla objednána v roce 1912 u německé loděnice AG Vulcan v Hamburku. Hlavní výzbroj a pancéřování přitom měly být dodány loděnicí Bethlehem Steel z USA. Kýl Salamis byl založen 23. července 1913, přičemž dne 11. listopadu 1914 byla loď spuštěna na vodu. Stavbu zásadně zkomplikovalo vypuknutí první světové války a britská blokáda, kvůli které nemohly být dodány klíčové součásti pro dokončení plavidla. Například americké 356mm kanóny koupili Britové a vyzbrojili jimi monitory třídy Abercrombie. Práce na Salamis byly na konci roku 1914 přerušeny. Po skončení války se o loď vedl spor. Roku 1932 plavidlo připadlo loděnici, která jej sešrotovala.

## Konstrukce
Plánovanou výzbroj tvořilo osm 356mm kanónů ve dvoudělových věžích na přídi a na zádi. Doplňovalo je dvanáct 152mm kanónů, dvanáct 76mm kanónů a pět 500mm torpédometů. Pohonný systém tvořilo 18 kotlů Yarrow a tři parní turbíny AEG o výkonu 40 000 hp, pohánějící tři lodní šrouby. Nejvyšší rychlost měla dosahovat 23 uzlů.